# 馬祖納
36°07′32″N 0°52′35″E / 36.12556°N 0.87639°E

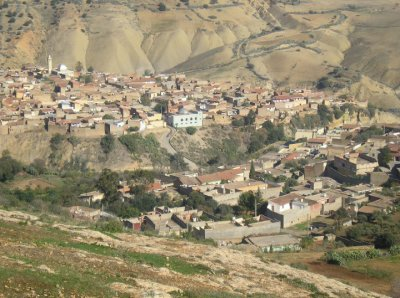

馬祖納（阿拉伯语：‎），是阿爾及利亞的城鎮，位於該國西北部，由埃利贊省負責管轄，是馬祖納區的首府，面積42平方公里，海拔高度375米，2008年人口26,044，人口密度每平方公里622人。